# Helmholtz-Institut für Biomedizinische Technik

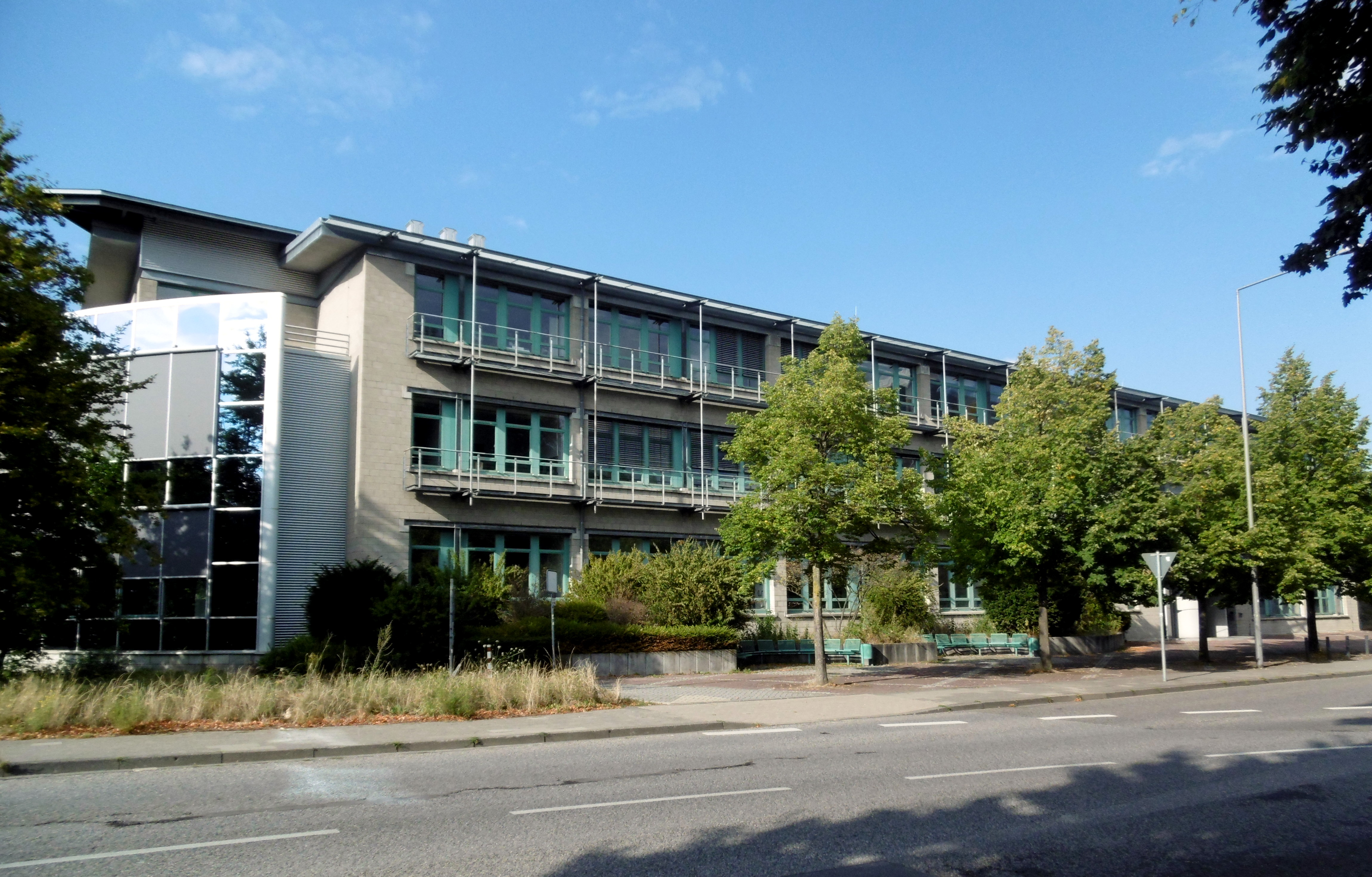
Helmholtz-Institut für Biomedizinische Technik

Das Helmholtz-Institut für Biomedizinische Technik, auch Helmholtz Institut Aachen (Abk.: HIA), wurde 1971 nach einer Ausschreibung der Stiftung Volkswagenwerk gegründet und in Aachen angesiedelt.

## Gründung
Gründungsdirektor war 1971 Sven Effert, auf den 1975 Günther Rau folgte. Die Schwerpunkte des Instituts lagen in den Bereichen
- Biomechanik
- Ergonomie in der Medizin
- Kryobiologie
- Biophysikalische Messtechnik und
- Chirurgische Therapietechnik.

Im Jahr 1994 bezog das Institut einen Neubau in unmittelbarer Nähe zum Universitätsklinikum Aachen der Rheinisch-Westfälischen Technischen Hochschule Aachen.

## Neustrukturierung
Im Vorfeld der Emeritierung von Günther Rau wurde das Institut im Jahr 2002 grundlegend neustrukturiert. Heute wird das Institut von verschiedenen Fakultäten der Universität Aachen gemeinsam getragen und vereint sieben Lehrstühle. Jedem Schwerpunkt steht dabei ein Direktor vor. Zusammen bilden sie das Direktorium, dessen Sprecher zugleich Geschäftsführende Direktoren des gesamten Instituts sind: 
- Fachbereich 1: Fakultät für Mathematik, Informatik und Naturwissenschaften
  - Lehr- und Forschungsgebiet Biomaterialien (Lothar Elling)

- Fachbereich 4: Fakultät für Maschinenwesen
  - Lehrstuhl für Medizintechnik (Klaus Radermacher)

- Fachbereich 6: Fakultät für Elektrotechnik und Informationstechnik
  - Lehrstuhl für Medizinische Informationstechnik (Steffen Leonhardt)

- Fachbereich 10: Medizinische Fakultät / Universitätsklinikum Aachen
  - Lehrstuhl für Angewandte Medizintechnik (Thomas Schmitz-Rode)
  - Lehr- und Forschungsgebiet Molekulare Bildgebung (Fabian Kiessling)
  - Lehr- und Forschungsgebiet Zell- und Molekularbiologie an Grenzflächen (Willi Jahnen-Dechent)
  - Lehrstuhl für Zellbiologie (Martin Zenke)

Das HIA ist ein Baustein im Gesamtkonzept des in Aachen entstandenen Medizinischen Zentrums (MTZ). Dazu gehören außerdem das benachbarte Technologiezentrum für Medizintechnik der Aachener Gesellschaft für Innovation und Technologietransfer mbH (AGIT) und die Medizinische Fakultät der RWTH.
Seit seiner Gründung nimmt das HIA eine Brückenfunktion zwischen den natur- und ingenieurwissenschaftlichen Fakultäten und den medizinischen Disziplinen der RWTH wahr.